# 从辉
从辉（1964年1月—），山东烟台人，1995年4月加入中国共产党，安徽师范大学物理系毕业，中国科学技术大学马克思主义理论教育专业研究生，中华人民共和国地方政治人物。
历任宿州市教师进修学校教师，安徽财贸学院（现安徽财经大学）教师，安徽省公安厅一处秘书科见习人员、副主任科员、副科长、科长，办公室调研室主任、秘书科科长，党委秘书（副处级），办公室副主任，安徽公安职业学院党委副书记、副院长，院长（副厅级）。2013年6月，任安徽省马鞍山市人民政府副市长，马鞍山市公安局局长。2015年1月，任马鞍山市委常委、市委政法委书记。2018年1月，任马鞍山市人大常委会主任。
2020年5月7日，宣布從輝涉嫌嚴重違紀違法，正在接受安徽省紀委監委紀律審查和監察調查。從輝也是先前落馬的趙正永於安徽省公安廳時期之下屬。11月13日，遭到开除党籍、开除公职处分，其涉嫌犯罪问题移送检察机关依法审查起诉。